# Marco Tasca

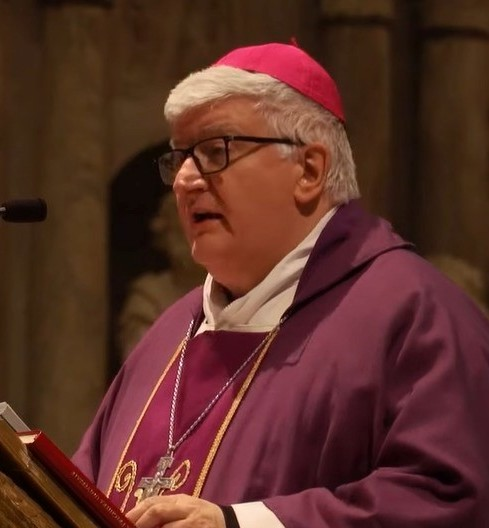
Erzbischof Marco Tasca (2022)

Erzbischofswappen

Marco Tasca OFMConv (* 9. Juni 1957 in Sant’Angelo di Piove di Sacco, Provinz Padua) ist ein italienischer Ordensgeistlicher und römisch-katholischer Erzbischof von Genua.

## Leben
Marco Tasca trat am 29. September 1968 der Ordensgemeinschaft der Minoriten bei und besuchte die ordenseigenen Kleinen Seminare in Camposampiero, Pedavena und Brescia. Nach dem Schulabschluss absolvierte er von 1976 bis 1977 das Noviziat und legte am 17. September 1977 die zeitliche Profess ab. Von 1977 bis 1982 studierte Tasca Philosophie und Katholische Theologie am Istituto Teologico Sant’Antonio Dottore in Padua. Am 28. November 1981 legte er in der Basilika des Heiligen Antonius in Padua die feierliche Profess ab. Marco Tasca empfing am 19. März 1983 in Sant’Angelo di Piove di Sacco durch den Bischof von Padua, Filippo Franceschi, das Sakrament der Priesterweihe.
Nach der Priesterweihe setzte Marco Tasca seine Studien in Rom fort, wo er an der Päpstlichen Universität der Salesianer 1986 das Lizenziat im Fach Psychologie erwarb und 1988 das Lizenziat im Fach Pastoraltheologie. In dieser Zeit war er als Seelsorger in der Pfarrei San Giuseppe da Copertino in Rom tätig. Von 1988 bis 1994 leitete Tasca das Kleine Seminar der Minoriten in Brescia. 1994 wurde er Regens des Priesterseminars der italienischen Ordensprovinz Sant’Antonio di Padova der Minoriten. Zudem lehrte Marco Tasca Psychologie und Pastoraltheologie am Istituto Teologico Sant’Antonio Dottore und am Priesterseminar in Padua. 2001 wurde Tasca Guardian des Konvents in Camposampiero, bevor er 2007 zum Provinzialminister der italienischen Ordensprovinz Sant’Antonio di Padova der Minoriten gewählt wurde.
Von 2007 bis 2019 war Marco Tasca Generalminister der Minoriten. Zusätzlich war er ab 2013 Präsident der Kommission für Rechtsfragen der italienischen Superiorenkonferenz. Ferner war Tasca mehrmals Präsident der Konferenz der franziskanischen Generalminister und der Franziskanischen Familie. Marco Tasca nahm an den Bischofssynoden 2012 über die Neuevangelisierung, 2015 über die Familie und 2018 über die Jugend teil.
Am 8. Mai 2020 ernannte ihn Papst Franziskus zum Erzbischof von Genua. Der emeritierte Erzbischof von Genua, Angelo Kardinal Bagnasco, spendete ihm am 11. Juli desselben Jahres die Bischofsweihe; Mitkonsekratoren waren der emeritierte Bischof von Treviso, Gianfranco Gardin OFMConv, und der emeritierte Regent der Apostolischen Pönitentiarie, Kurienbischof Gianfranco Girotti OFMConv. Tasca ist aktuell Präsident der Bischofskonferenz von Ligurien.